# معبد سری ماهاماریامان، پنانگ
معبد سری ماهاماریامان، پنانگ (به انگلیسی: Sri Mahamariamman Temple, Penang) معبد ارولمیگو سری ماهاماریامان که در سال ۱۸۳۳ در جرج تاون ساخته شد، قدیمی‌ترین معبد هندو در ایالت پنانگ، مالزی است، و مجسمه‌های خدایان و الهه‌ها را در نمای اصلی درونی و بیرونی معبد، به نمایش گذاشته است. این معبد در کوئین استریت جرج تاون واقع شده است.
این معبد هم چنین به عنوان معبد ماریامان یا معبد هندی کوئین استریت معروف است. در طول سالیان دراز، معبد سری ماهاماریامان با نامهای مختلف: معبد سری موتو ماریامان، معبد سری ارولمیگو ماهاماریامان، معبد سری ماریامان معروف بوده است. تمام این نام‌ها به همان معبد اشاره می‌کند. معبد هر روز از ۶:۳۰ صبح تا ۱۲ ظهر و ۴:۳۰ عصر تا ۹ شب باز است. این مکان از سال ۱۸۰۱ جایگاهی برای عبادت بود تا اینکه در سال ۱۸۳۳ به معبد تبدیل گردید. بیش از ۲۰۰ سال است که در همان مکان پابرجا مانده است.